# Agentur zur Modernisierung der Ukraine

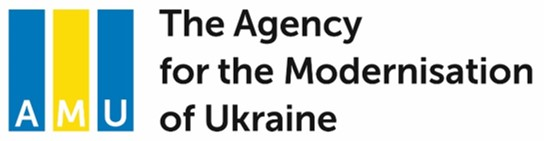
AMU Logo

Die Agentur zur Modernisierung der Ukraine (AMU) ist eine Nichtregierungsorganisation. Die AMU setzt sich für politische Stabilität und wirtschaftliches Wachstum in der Ukraine ein.

## Gründung
Sie wurde im März 2015 gegründet und hat ihren Sitz in Wien. Der ehemalige österreichische Politiker Michael Spindelegger war bis Ende 2015 Präsident der AMU. Vor seinem Wechsel zum International Centre for Migration Policy Development (ICMPD) als Generaldirektor mit Jänner 2016 stellte er einen Abschlussbericht mit 287 Reformvorschlägen für die Modernisierung der Ukraine vor.
Gegründet wurde die AMU auf Anregung von den ukrainischen Sozialpartnern, dem Ukrainischen Gewerkschaftsbund (Trade Unions Federation of Ukraine) und dem Verband der Ukrainischen Arbeitgeber (Confederation of Employers of the Ukraine), dessen Vorsitzender Dmytro Firtasch die Mittel für die AMU zur Verfügung stellt.

## Aufgaben und Ziele
Die AMU will ein Modernisierungsprogramm für die Ukraine ausarbeiten, das im Herbst 2015 dem ukrainischen Parlament vorgelegt werden soll. Am Programm arbeiten sieben Experten aus Politik und Wissenschaft: Włodzimierz Cimoszewicz, ehemaliger Ministerpräsident von Polen, Otto Depenheuer, Rechtswissenschafter aus Deutschland, Bernard Kouchner, Ärzte-ohne-Grenzen-Gründer und ehemaliger Außenminister von Frankreich, Lord Ken Macdonald, ehemaliger Direktor der öffentlichen Anklagen (Director of Public Prosecutions) von England und Wales, Waldemar Pawlak, ehemaliger Ministerpräsident von Polen, sowie Günter Verheugen, ehemaliger Vizepräsident der Europäischen Kommission.
Arbeitsfelder:
- Korruptionsbekämpfung (Włodzimierz Cimoszewicz)
- Verfassung (Otto Depenheuer)
- Gesundheit (Bernard Kouchner)
- Rechtsstaatlichkeit (Lord Ken Macdonald)
- Wirtschaft (Waldemar Pawlak)
- EU-Integration (Günter Verheugen)